# (400234) 2007 GL11
(400234) 2007 GL11 es un asteroide perteneciente al cinturón de asteroides, descubierto el 22 de febrero de 2001 por el equipo del Spacewatch desde el Observatorio Nacional de Kitt Peak, Arizona, Estados Unidos.

## Designación y nombre
Designado provisionalmente como 2007 GL11.

## Características orbitales
2007 GL11 está situado a una distancia media del Sol de 3,125 ua, pudiendo alejarse hasta 3,379 ua y acercarse hasta 2,871 ua. Su excentricidad es 0,081 y la inclinación orbital 9,179 grados. Emplea 2018,01 días en completar una órbita alrededor del Sol.

## Características físicas
La magnitud absoluta de 2007 GL11 es 16,4.